# Koninklijke Voetbalclub Oostende
El Koninklijke Voetbalclub Oostende és un club de futbol belga de la ciutat d'Oostende.

## Història
L'any 1904 es fundà el VG Oostende. Uns anys més tard, el 1911, va aparèixer l'ASV Oostende KM. Ambdós clubs es fusionaren l'any 1981 esdevenint KV Oostende.

## Palmarès
- Segona Divisió belga: 
  - 1998, 2013
- Segona Divisió belga ronda final: 
  - 1993, 2004